# Želetice (Znojmói járás)
Želetice település Csehországban, a Znojmói járásban. Želetice Vítonice, Hostěradice, Horní Dunajovice, Morašice és Žerotice településekkel határos. Lakosainak száma 315 fő (2024. január 1.).

## Népesség
A település lakosságának változását az alábbi diagram mutatja:
| Lakosok száma | 461  | 624  | 640  | 472  | 389  | 278  | 275  | 266  | 307  | 315  |
|               | 1869 | 1890 | 1921 | 1950 | 1980 | 2001 | 2017 | 2019 | 2022 | 2024 |